# Merritt Butrick
Merritt Richie Butrick, bardziej znany jako Merritt Butrick (ur. 3 września 1959 w Gainesville na Florydzie, zm. 17 marca 1989 w Hollywood w stanie Kalifornia) – amerykański aktor telewizyjny i filmowy.

## Życiorys

### Wczesne lata
Urodził się w Gainesville na Florydzie. Wychował się w pobliżu San Francisco. W 1977 r. ukończył Tamalpais High School w Mill Valley w Kalifornii. Aktorsta uczył się w California Institute of the Arts w Los Angeles.

### Kariera
Pierwszą jego rolą telewizyjną była postać gwałciciela w dwóch odcinkach serialu policyjnego NBC Posterunek przy Hill Street (Hill Street Blues, 1981). Potem pojawił się jako „Johnny Slash” Ulasewicz w sitcomie dla nastolatków CBS Kwadratowe kołki (Square Pegs, 1982–83) z Sarah Jessicą Parker i Jami Gertz.
Popularność zdobył jako dr David Marcus w Star Trek II: Gniew Khana (Star Trek II: The Wrath of Khan, 1982) i Star Trek III: W poszukiwaniu Spocka (Star Trek III: The Search for Spock, 1984).
W 1988 r. zdobył uznanie krytyków dzięki scenicznej roli męskiej prostytutki w sztuce Kingfish w Los Angeles Theatre Center.

### Życie prywatne
17 marca 1989 r. zmarł w wieku 29 lat, na AIDS. Choć jego śmierć zgłoszono w Nowym Jorku (powszechnie akceptowane), jest on również na liście umierających w Los Angeles, zatwierdzonej przez Departament California Vital Statistics w Los Angeles.
Niektóre źródła podają, że w życiu prywatnym Butrick był gejem. Kirstie Alley, z którą zagrał w Star Trek II: Gniew Khana, określiła Butricka jako biseksualistę.

## Filmografia

### Filmy fabularne
- 1981: Splendor in the Grass (TV) jako Glenn
- 1982: Star Trek II: Gniew Khana (Star Trek II: The Wrath of Khan) jako dr David Marcus
- 1982: Chłopak o bombowym wzroku (Zapped!) jako Gary Cooter
- 1983: Kiedy twój kochanek odchodzi (When Your Lover Leaves, TV) jako Aaron Scott
- 1984: Słodki rewanż (Sweet Revenge, TV) jako kpt. Paul Dennison
- 1984: Star Trek III: W poszukiwaniu Spocka (Star Trek III: The Search for Spock) jako dr David Marcus
- 1985: Centrala (Head Office)[15] jako John Hudson
- 1985: Obietnice (Promises to Keep, TV) jako Reg
- 1986: Nastawiony na zabijanie (Wired to Kill) jako Reegus
- 1986: Krew i orchidee (Blood & Orchids, TV) jako Duane York
- 1986: Dyliżans do Lordsburga (Stagecoach, TV) jako Lejtnant Blanchard
- 1986: W obronie dziecka (When the Bough Breaks, TV) jako Tim Kruger
- 1987: Cisi ludzie (Shy People) jako Mike
- 1988: Why on Earth? (TV) jako Oscar
- 1988: Death Spa jako David Avery
- 1988: Postrach nocy 2 (Fright Night II) jako Richie
- 1989: From the Dead of Night (TV) jako Rick
- 1991: Star Trek VI: Wojna o pokój (Star Trek VI: The Undiscovered Country) jako dr David Marcus (tylko zdjęcia)

### Seriale TV
- 1981: Posterunek przy Hill Street (Hill Street Blues) jako gwałciciel
- 1981: CHiPs jako Kevin Whalen
- 1982–83: Square Pegs jako Johnny Slash
- 1984: Sława (Fame) jako Billy Christiansen
- 1987: Vietnam War Story jako Siska
- 1987: Piękna i Bestia (serial telewizyjny 1987) (Beauty and the Beast) jako Shake
- 1987: Prawo i Harry McGraw (The Law & Harry McGraw)
- 1988: Gliniarz i prokurator (Jake and the Fatman) jako Taylor Fleming
- 1988: Star Trek: Następne pokolenie (Star Trek: The Next Generation) jako T’Jon
- 1988: Hooperman